# GTPBP4
GTPBP4‏ (GTP binding protein 4) هوَ بروتين يُشَفر بواسطة جين GTPBP4 في الإنسان.